# Volton
Volton (en francès Vouthon) és un municipi francès situat al departament del Charente i a la regió de la Nova Aquitània. L'any 2007 tenia 343 habitants.

## Demografia

### Població
El 2007 la població de fet de Vouthon era de 343 persones. Hi havia 156 famílies de les quals 36 eren unipersonals (24 homes vivint sols i 12 dones vivint soles), 64 parelles sense fills, 48 parelles amb fills i 8 famílies monoparentals amb fills.
La població ha evolucionat segons el següent gràfic:
Habitants censats

### Habitatges
El 2007 hi havia 178 habitatges, 154 eren l'habitatge principal de la família, 12 eren segones residències i 12 estaven desocupats. 173 eren cases i 5 eren apartaments. Dels 154 habitatges principals, 126 estaven ocupats pels seus propietaris, 25 estaven llogats i ocupats pels llogaters i 3 estaven cedits a títol gratuït; 10 tenien dues cambres, 32 en tenien tres, 46 en tenien quatre i 67 en tenien cinc o més. 130 habitatges disposaven pel capbaix d'una plaça de pàrquing. A 63 habitatges hi havia un automòbil i a 85 n'hi havia dos o més.

### Piràmide de població
La piràmide de població per edats i sexe el 2009 era:
| Homes | Edats   | Dones |
| ----- | ------- | ----- |
| 0     | 95 o +  | 0     |
| 0     | 90 a 94 | 4     |
| 4     | 85 a 89 | 4     |
| 0     | 80 a 84 | 0     |
| 4     | 75 a 79 | 8     |
| 4     | 70 a 74 | 4     |
| 4     | 65 a 69 | 12    |
| 16    | 60 a 64 | 16    |
| 24    | 55 a 59 | 16    |
| 8     | 50 a 54 | 20    |
| 16    | 45 a 49 | 16    |
| 8     | 40 a 44 | 16    |
| 4     | 35 a 39 | 0     |
| 16    | 30 a 34 | 12    |
| 12    | 25 a 29 | 8     |
| 12    | 20 a 24 | 4     |
| 8     | 15 a 19 | 24    |
| 8     | 10 a 14 | 12    |
| 16    | 5 a 9   | 0     |
| 0     | 0 a 4   | 8     |

## Economia
El 2007 la població en edat de treballar era de 233 persones, 158 eren actives i 75 eren inactives. De les 158 persones actives 155 estaven ocupades (79 homes i 76 dones) i 3 estaven aturades (3 dones i 3 dones). De les 75 persones inactives 49 estaven jubilades, 9 estaven estudiant i 17 estaven classificades com a «altres inactius».

### Ingressos
El 2009 a Vouthon hi havia 164 unitats fiscals que integraven 359,5 persones, la mediana anual d'ingressos fiscals per persona era de 16.523 €.

### Activitats econòmiques
Dels 11 establiments que hi havia el 2007, 2 eren d'empreses de fabricació d'altres productes industrials, 3 d'empreses de construcció, 3 d'empreses de comerç i reparació d'automòbils, 1 d'una empresa d'hostatgeria i restauració, 1 d'una empresa de serveis i 1 d'una empresa classificada com a «altres activitats de serveis».
Dels 4 establiments de servei als particulars que hi havia el 2009, 2 eren lampisteries, 1 electricista i 1 restaurant.
L'any 2000 a Vouthon hi havia 13 explotacions agrícoles que ocupaven un total de 700 hectàrees.

## Equipaments sanitaris i escolars
El 2009 hi havia una escola elemental integrada dins d'un grup escolar amb les comunes properes formant una escola dispersa.

## Poblacions més properes
El següent diagrama mostra les poblacions més properes.